# 索林·葛林多努
索林·米哈伊·葛林多努（羅馬尼亞語：Sorin Mihai Grindeanu；1973年12月5日—），是一名羅馬尼亞政治家，曾在2012年至2016年擔任羅馬尼亞眾議院議員，後成為蒂米什縣議會議長。
2016年12月28日，罗马尼亚社会民主党黨魁利維烏·德拉格內亞提名他出任下屆罗马尼亚总理；兩天後（12月31日），總統克劳斯·约翰尼斯正式任命他為总理，2017年1月4日就任。
2017年初，他的政府通過了一項法令，將某些官方的不當行為定為非刑事犯罪，引發了廣泛的抗議活動。
2021年再入閣，就任副總理兼交通基建部長。